# Yttersida
Die Yttersida (norwegisch für Außenseite) ist eine Gebirgsgruppe im ostantarktischen Königin-Maud-Land. Am östlichen Ende des Gebirges Sør Rondane wird sie nach Wesen durch den Byrdbreen und nach Osten durch den Sør-Rondanebreen begrenzt.
Wissenschaftler des Norwegischen Polarinstituts benannten sie 2017.